# Budkî, Zinkiv
Budkî (în ucraineană Будки) este un sat în comuna Artelearșciîna din raionul Zinkiv, regiunea Poltava, Ucraina.

## Demografie
Componența lingvistică a localității Budkî
     Ucraineană (100%)
Conform recensământului din 2001, toată populația localității Budkî era vorbitoare de ucraineană (100%).